# Episodi di CSI - Scena del crimine (quarta stagione)
La quarta stagione della serie televisiva statunitense CSI - Scena del crimine è composta da 23 episodi ed è stata trasmessa sulla CBS dal 25 settembre 2003 al 20 maggio 2004, mentre in Italia è andata in onda in prima visione dal 13 maggio al 29 luglio 2004 sul canale a pagamento Fox Life e in chiaro su Italia 1 dal 10 marzo al 20 maggio 2005.
| nº | Titolo originale           | Titolo italiano              | Prima TV USA      | Prima TV Italia |
| -- | -------------------------- | ---------------------------- | ----------------- | --------------- |
| 1  | Assume Nothing             | Non presumere niente         | 25 settembre 2003 | 13 maggio 2004  |
| 2  | All for Our Country        | Tutto per il nostro paese    | 2 ottobre 2003    | 13 maggio 2004  |
| 3  | Homebodies                 | Vite isolate                 | 9 ottobre 2003    | 20 maggio 2004  |
| 4  | Feeling the Heat           | Caldo mortale                | 23 ottobre 2003   | 20 maggio 2004  |
| 5  | Fur and Loathing           | Pellicce e nausea            | 30 ottobre 2003   | 27 maggio 2004  |
| 6  | Jackpot                    | Jackpot                      | 6 novembre 2003   | 27 maggio 2004  |
| 7  | Invisible Evidence         | Prove invisibili             | 13 novembre 2003  | 3 giugno 2004   |
| 8  | After the Show             | Dopo lo spettacolo           | 20 novembre 2003  | 3 giugno 2004   |
| 9  | Grissom Versus the Volcano | Grissom contro il vulcano    | 11 dicembre 2003  | 10 giugno 2004  |
| 10 | Coming of Rage             | Furia omicida                | 18 dicembre 2003  | 10 giugno 2004  |
| 11 | Eleven Angry Jurors        | Undici giurati arrabbiati    | 8 gennaio 2004    | 17 giugno 2004  |
| 12 | Butterflied                | La collezionista di farfalle | 15 gennaio 2004   | 17 giugno 2004  |
| 13 | Suckers                    | Succhiatori di sangue        | 5 febbraio 2004   | 24 giugno 2004  |
| 14 | Paper or Plastic           | Carta o plastica?            | 12 febbraio 2004  | 24 giugno 2004  |
| 15 | Early Rollout              | Sveglia all'alba             | 19 febbraio 2004  | 1º luglio 2004  |
| 16 | Getting Off                | Fuori dal tunnel             | 26 febbraio 2004  | 1º luglio 2004  |
| 17 | XX                         | Cromosoma XX                 | 11 marzo 2004     | 8 luglio 2004   |
| 18 | Bad to the Bone            | Malvagio fino al midollo     | 1º aprile 2004    | 8 luglio 2004   |
| 19 | Bad Words                  | Scarabeo                     | 15 aprile 2004    | 15 luglio 2004  |
| 20 | Dead Ringer                | La staffetta                 | 29 aprile 2004    | 15 luglio 2004  |
| 21 | Turn of the Screws         | Giro di vite                 | 6 maggio 2004     | 22 luglio 2004  |
| 22 | No More Bets               | Rien ne va plus              | 13 maggio 2004    | 22 luglio 2004  |
| 23 | Bloodlines                 | Legami di sangue             | 20 maggio 2004    | 29 luglio 2004  |

## Non presumere niente
- Titolo originale: Assume Nothing
- Diretto da: Richard J. Lewis
- Scritto da: Danny Cannon e Anthony E. Zuiker

### Trama
I corpi di una giovane coppia di sposi vengono ritrovati nella stanza di un lussuoso albergo di Las Vegas e nell'automobile dell'uomo. Spunta anche l'arma del delitto: un coltello, sul quale vengono rilevate tracce di sangue di entrambe le vittime. Le impronte sull'arma rivelano che il marito ha ucciso la moglie, ma ciò non spiega chi poi abbia ucciso l'uomo. Fra le dita della vittima, il patologo rileva un lustrino di un noto strip club, e quando Catherine e Grissom vanno ad interrogare una delle ballerine, scoprono che la notte dell'omicidio le due vittime erano proprio lì, in compagnia di un'altra coppia misteriosa. Inizia così a profilarsi l'ipotesi di una coppia serial killer, che circuisce le giovani vittime in un perverso gioco al massacro.
- Ascolti TV Italia: 4 562 000 telespettatori.[1]

## Tutto per il nostro paese
- Titolo originale: All for Our Country
- Diretto da: Richard J. Lewis
- Scritto da: Andrew Lipsitz e Carol Mendelsohn e Richard Catalani

### Trama
Grissom è convinto che i killer delle coppie siano stati uccisi da un poliziotto. Brass non tollera l'insinuazione e si crea una rottura.
- Altri interpreti: John Doman, David Andrews, Scott Alan Smith, Paul Francis, Marisol Nichols, Lombardo Boyar, Jeffrey Dean Morgan, Archie Kao, Skip O'Brien, Blake Shields, Patrice Fisher, Andrew Leeds, David Berman, Patrick Stogner
- Ascolti TV Italia: 4 830 000 telespettatori.[1]

## Vite isolate
- Titolo originale: Homebodies
- Diretto da: Kenneth Fink
- Scritto da: Naren Shankar e Sarah Goldfinger

### Trama
Sara e Nick indagano sullo stupro di una giovane ragazza. I genitori all'inizio sembrano non voler collaborare, salvo poi dimostrare di essere bloccati dal fatto di non essere riusciti a proteggere la figlia, mentre la vittima si rivolge alla polizia. Grissom e Warrick si occupano dell'omicidio di un'insegnante in pensione trovata mummificata. Catherine deve cercare di capire da dove proviene una pistola trovata da un bambino.
Purtroppo la vittima, bloccatasi nel riconoscere il suo aggressore, non sarà più al sicuro.
- Altri interpreti: Stephen Root, Janette Brox, M. C. Gainey, Paul Francis, Romy Rosemont, Skip O'Brien, Vince Vieluf, Thomas Wilson Brown, Ron Melendez, David Berman, Zachary Throne, Noah Segan, Candace Edwards, Mia Wesley, Lois Hall, Tom Towles
- Ascolti TV Italia: 3 264 000 telespettatori.[2]

## Caldo mortale
- Titolo originale: Feeling the Heat
- Diretto da: Kenneth Fink
- Scritto da: Anthony E. Zuiker e Eli Talbert

### Trama
Durante una terribile ondata di caldo a Las Vegas a causa della disattenzione del padre, un bimbo di sei mesi muore lasciato chiuso in macchina sotto il sole cocente. Catherine chiederà di potersi occupare personalmente del caso. Nick e Sara indagano sulla morte di una giovane ragazza, trovata nel Lago Mojave.
- Altri interpreti: Arye Gross, Stacy Edwards, Wallace Langham, Archie Kao, Chris Mulkey, Carlos Jacott, Erik Jensen, Rick Ravanello, James Leo Ryan, David Berman
- Ascolti TV Italia: 3 634 000 telespettatori.[2]

## Pellicce e nausea
- Titolo originale: Fur and Loathing
- Diretto da: Richard J. Lewis
- Scritto da: Jerry Stahl

### Trama
Grissom e Catherine indagano su di un uomo trovato morto ai bordi della strada e vestito come un procione. Nick e Sara indagano su un uomo trovato congelato.
- Altri interpreti: Willie Garson, Patrick Fischler, Wallace Langham, Brad Henke, Geoffrey Rivas, Paul Francis, Todd Robert Anderson, Steven Barr, David Berman, Kim Robillard, Chad Einbinder
- Ascolti TV Italia: 4 146 000 telespettatori.[3]

## Jackpot
- Titolo originale: Jackpot
- Diretto da: Danny Cannon
- Scritto da: Naren Shankar e Carol Mendelsohn

### Trama
Grissom va a Jackpot per indagare sulla morte di uno studente. Ma nessuno sembra volerlo aiutare. La soluzione sta nel fratello dello sceriffo, eremita omosessuale.
- Special guest star: Scott Wilson, Henry Czerny
- Altri interpreti: Jeffrey Combs, Wallace Langham, Cameron Dye, Nathan Wetherington, Alyson Reed, Michael Bowen, Christina Carlisi
- Ascolti TV Italia: 4 219 000 telespettatori.[3]

## Prove invisibili
- Titolo originale: Invisible Evidence
- Diretto da: Danny Cannon
- Scritto da: Josh Berman

### Trama
Warrick è testimone di un processo, ma si vede invalidare l'arma del delitto. Lui e la squadra hanno ventiquattro ore per trovare altre prove. Ma le indagini portano lontano dal sospettato.
- Special Guest star: Xander Berkeley
- Altri interpreti: Christian Camargo, Lochlyn Munro, Wallace Langham, Romy Rosemont, James Marshall, James Patrick Stuart, Erik Jensen, Andrea Roth, Kayren Butler, Michael Ensign, David Labiosa, Gary Anthony Williams, David Berman
- Ascolti TV Italia: 3 854 000 telespettatori.[4]

## Dopo lo spettacolo
- Titolo originale: After the Show
- Diretto da: Kenneth Fink
- Scritto da: Andrew Lipsitz e Elizabeth Devine

### Trama
Una modella viene trovata morta nel deserto. L'assassino è un fotografo che ha fatto anche altre vittime, ma vuole parlare solo con Catherine. Sara e Nick, titolari del caso, protestano.
- Special guest star: Xander Berkeley, Martin Donovan
- Altri interpreti: Jaime Ray Newman, Archie Kao, Paul Cassell, Gildart Jackson, Branden Morgan
- Ascolti TV Italia: 3 789 000 telespettatori.[4]

## Grissom contro il vulcano
- Titolo originale: Grissom Versus the Volcano
- Diretto da: Richard J. Lewis
- Scritto da: Josh Berman, Carol Mendelsohn e Anthony E. Zuiker

### Trama
Tre persone muoiono nell'esplosione di un'auto a noleggio. Ma la vera vittima era un uomo con due mogli e due figli.
- Ascolti TV Italia: 3 955 000 telespettatori.[5]

## Furia omicida
- Titolo originale: Coming of Rage
- Diretto da: Nelson McCormick
- Scritto da: Sarah Goldfinger e Richard Catalani

### Trama
Grissom e la sua squadra indagano sulla morte di uno studente in un cantiere edile. Il principale sospettato è un carpentiere ma le indagini portano a sua sorella e tre ragazzi.
- Altri interpreti: Brian A. Green, Kimberlee Peterson, Jack Conley, Brian Sites, Chip Zien, Archie Kao, Geoffrey Rivas, Gerald McCullough, Basil Wallace, James Dumont, Bari Hochwald, Susan Chuang, David Berman, Marcus Mitchell, Todd Jeffries, Will Schaub
- Ascolti TV Italia: 4 401 000 telespettatori.[5]

## Undici giurati arrabbiati
- Titolo originale: Eleven Angry Jurors
- Diretto da: Matt Earl Beesley
- Scritto da: Josh Berman e Andrew Lipsitz

### Trama
Un giurato viene ucciso durante la delibera di un verdetto. Era l'unico convinto che l'imputato fosse innocente.
- Altri interpreti: Ever Carradine, Eddie Jemison, Billy Wirth, Alex Carter, Dean Norris, Jack Laufer, Susan May Pratt, Andy Berman, Andy Powers, Sarah Rafferty, Sarah Buxton, Anne Betancourt, Darryl Alan Reed
- Ascolti TV Italia: 3 605 000 telespettatori.[6]

## La collezionista di farfalle
- Titolo originale: Butterflied
- Diretto da: Richard J. Lewis
- Scritto da: David Rambo

### Trama
La vittima stavolta è un'infermiera che assomiglia molto a Sara. Grissom rivede i suoi sentimenti per la collega.
- Guest star: Romy Rosemont (Jacques Franco), Erinn Carter (Debbie Marlin), Kyle Secor
- Altri interpreti: Josh Stamberg, James Patrick Stuart, David Berman, Tinsley Grimes, Rich Hutchman
- Ascolti TV Italia: 3 639 000 telespettatori.[6]

## Succhiatori di sangue
- Titolo originale: Suckers
- Diretto da: Danny Cannon
- Scritto da: Danny Cannon e Josh Berman

### Trama
Grissom, Sara e Nick indagano prima sulla morte di un uomo e poi sul furto di un prezioso reperto giapponese, per scoprire infine che tutta la collezione è falsa. Intanto Catherine e Warrick si occupano di una ragazza apparentemente uccisa da un vampiro.
- Special guest star: Danny Huston
- Altri interpreti: Sherman Augustus, Wendy Gazelle, Alan Gelfant, James Haven, Andrea Roth, Joel Bissonnette, Sam Doumit, Cheselka Leigh, Jacqui Maxwell, Kimberly McCullough, David Berman, David Chang, Cameron Bender
- Ascolti TV Italia: 4 167 000 telespettatori.[7]

## Carta o plastica?
- Titolo originale: Paper or Plastic
- Diretto da: Kenneth Fink
- Scritto da: Naren Shankar

### Trama
Il sergente Fromanski, che aveva già avuto un diverbio con Grissom, interviene in un drugstore con un collega per sventare la rapina. Muoiono il collega e cinque persone, tra cui una cliente uccisa dallo stesso Fromanski nel tentativo di colpire un fantomatico terzo rapinatore. Ma i ladri risultano essere solo due.
- Altri interpreti: David Andrews, Jamie Anne Brown, Michael Landes, Wallace Langham, Tim Kelleher, Joe Maruzzo, T. J. Thyne, Brooks Almy, Gerald McCullough, Steve Cell, David Berman, Derk Cheetwood
- Ascolti TV Italia: 4 483 000 telespettatori.[7]

## Sveglia all'alba
- Titolo originale: Early Rollout
- Diretto da: Duane Clark
- Scritto da: Anthony E. Zuiker, Carol Mendelsohn e Elizabeth Devine

### Trama
La squadra indaga sulla morte di un milionario e della moglie, attrice pornografica.
- Special guest star: Kim Coates, D. B. Sweeney
- Altri interpreti: Nicholas Lea, Wallace Langham, Kat Dennings, James Hyde, Oscar B. Goodman, David Berman, Cory Hardrict, Galvin Chapman
- Ascolti TV Italia: 3 726 000 telespettatori.[8]

## Fuori dal tunnel
- Titolo originale: Getting Off
- Diretto da: Kenneth Fink
- Scritto da: Jerry Stahl

### Trama
Grissom, Warrick e Nick indagano sull'omicidio di un uomo, ucciso brutalmente. Catherine e Sara si occupano dell'omicidio di un clown.
- Special guest star: Nicholas Lea, James Russo
- Altri interpreti: Paul Dooley, Heather Kafka, José Zúñiga, Judith Hoag, Rocco Sisto, Joe Chrest, Keram Malicki-Sanchez, David Berman, Debra Wilson, Matthew Walker
- Ascolti TV Italia: 3 811 000 telespettatori.[8]

## Cromosoma XX
- Titolo originale: XX
- Diretto da: Deran Sarafian
- Scritto da: Ethlie Ann Vare

### Trama
Cathrine, Sara e Nick indagano sulla morte di una detenuta legata sotto un autobus. Invece Grissom e Warrick si occupano della morte di un giocatore di blackjack ritrovato cadavere in casa del fratello ritardato.
- Guest star: T.R. Knight (Zero Adams)
- Altri interpreti: Gina Torres, David Marciano, Diana-Maria Riva, Wallace Langham, Alex Carter, Todd Tesen, Archie Kao, James Patrick Stuart, Eric Stonestreet, Paul Carafotes, Patrick MacManus, Masasa, Sami Reed, David Berman, Ralph P. Martin, Jack Kyle, Amanda Kaplan
- Ascolti TV Italia: 3 320 000 telespettatori.[9]

## Malvagio fino al midollo
- Titolo originale: Bad to the Bone
- Diretto da: David Grossman
- Scritto da: Eli Talbert

### Trama
La squadra CSI indaga sull'omicidio di Anthony Sciarra, ritrovato morto nel parcheggio di un casinò. Durante l'interrogatorio di un sospettato, Grissom viene aggredito, ma è solo l'inizio.
- Special guest star: Xander Berkeley
- Altri interpreti: Megan Follows, Josh Stewart, Erik Passoja, Archie Kao, Eric Stonestreet, David Berman, Dale Dickey
- Ascolti TV Italia: 3 517 000 telespettatori.[9]

## Scarabeo
- Titolo originale: Bad Words
- Diretto da: Rob Bailey
- Scritto da: Sarah Goldfinger

### Trama
Un uomo viene ritrovato morto nei bagni di un locale e nel suo stomaco viene rinvenuto un tassello che riporta la lettera S. Grissom inizia a indagare tra i tornei di scarabeo. Warrick e Catherine si occupano di un incendio avvenuto in una casa. Inizialmente si penserà a un piromane, ma la realtà è più spaventosa; l'incendio è stato infatti appiccato dal figlio più piccolo, accidentalmente.
- Altri interpreti: Tracey Needham, Max Jansen Weinstein, Larry Poindexter, Michael Gaston, Wallace Langham, Jason Kravits, T.E. Russell, Andy Comeau, K Callan, Christopher B. Duncan, Christopher Shea, Lisa Rotondi, David Berman
- Ascolti TV Italia: 3 382 000 telespettatori.[10]

## La staffetta
- Titolo originale: Dead Ringer
- Diretto da: Kenneth Fink
- Scritto da: Elizabeth Devine

### Trama
Durante la staffetta annuale delle forze dell'ordine, Catherine e Grissom trovano il cadavere di uno dei partecipanti, al caso si uniranno anche Nick e Greg. Intanto Sara e Warrick dovranno fare luce sul caso di un uomo e una donna trovati morti in una camera di un albergo.
- Guest star: Kim Rhodes (Lydia Lopez)
- Altri interpreti: Dash Mihok, Steven Culp, Tina Holmes, Shawn Doyle, Kim Rhodes, Alex Carter, Tom Parker, Wallace Langham, Romy Rosemont, Neil Giuntoli, Chris Coppola, David Berman
- Ascolti TV Italia: 3 619 000 telespettatori.[10]

## Giro di vite
- Titolo originale: Turn of the Screws
- Diretto da: Deran Sarafian
- Scritto da: Josh Berman, Carol Mendelsohn e Richard Catalani

### Trama
Un disastro sulle montagne russe ha provocato una strage. La squadra deve scoprire se è un incidente o un sabotaggio? Sulla scena, insieme alle vittime delle montagne russe, viene rinvenuto un cadavere la cui ora della morte è antecedente di ore a quella dell'incidente.
- Altri interpreti: Ron Dean, J Barton, Kate Vernon, Alex Breckenridge, Daveigh Chase, Wallace Langham, James Patrick Stuart, Andrea Roth, Brad Hawkins, Will Rothhaar, Adam Hendershott, Terry Bozeman, David Berman, Palmer Davis, Stacy Barnhisel, Marc Musso
- Ascolti TV Italia: 3 911 000 telespettatori.[11]

## Rien ne va plus
- Titolo originale: No More Bets
- Diretto da: Richard J. Lewis
- Scritto da: Andrew Lipsitz, Dustin Lee Abraham, Naren Shankar, Carol Mendelsohn e Judith McCreary

### Trama
Due ragazzi muoiono dopo avere barato al Rampart mentre il terzo complice risulta scomparso. Catherine ha di nuovo motivo di sospettare di Sam Braun.
- Guest star: Eddie Kaye Thomas (Seth Landers), Scott Wilson, Maury Chaykin
- Altri interpreti: Nicholas Lea, Mark Derwin, Wallace Langham, Justin Urich, David Berman
- Ascolti TV Italia: 4 037 000 telespettatori.[11]

## Legami di sangue
- Titolo originale: Bloodlines
- Diretto da: Kenneth Fink
- Scritto da: Carol Mendelsohn, Naren Shankar, Eli Talbert e Sarah Goldfinger

### Trama
Una ragazza sfugge a un'aggressione sessuale e riconosce il suo aggressore. Ma il DNA, pure essendo simile, non combacia, in quanto l'aggressore è una chimera. Ma quando il team viene a saperlo è ormai troppo tardi.
- Altri interpreti: Nina Siemaszko, George Newbern, Alex Carter, Lisa Sheridan, Mark Kiely, Michael Reilly Burke, Drew Pillsbury, Davenia McFadden, Tom Kiesche, Drew Powell, Lamont D. Thompson
- Nota. Nelle stagioni prima, sesta e nona vi è rispettivamente un episodio con lo stesso titolo italiano.
- Ascolti TV Italia: 3 785 000 telespettatori.[12]